# Kościół św. Maksymiliana Marii Kolbego w Józefowie-Błotach
Kościół św. Maksymiliana Marii Kolbego – kościół rzymskokatolicki w Józefowie-Błotach.
Z inicjatywy proboszcza parafii w Józefowie księdza prałata Wincentego Malinowskiego, podjęto w 1981 roku budowę kościoła na terenie Józefów – kolonia Błota. Budowę ukończono w 1986 roku. Projekt budowy kościoła opracował inż. Waldemar Siwek, a nadzór nad budową prowadził inż. Jan Zdunek. W tym czasie zbudowano też dom parafialny.
Parafia zlokalizowana na kolonii Błota początkowo liczyła 1360 osób. Później, dzięki dołączeniu części mieszkańców Falenicy, liczba mieszkańców parafii wzrosła do 1860 osób.
Całością prac związanych z budową kościoła i organizowaniem parafii kierował ks. Władysław Walczewski. On też został pierwszym proboszczem parafii. Po jego śmierci proboszczem został ks. Jan Gastołek, następnie ks. Marek Doszko, ks. Marek Uzdowski, ks. kanonik Ryszard Guzowski, ks. Robert Pawlak.
Obecnie proboszczem parafii jest ks. Przemysław Ludwiczak.
Przy parafii istnieje od 1991 roku chór założony przez Zbigniewa Siekierzyńskiego.